# デュアルマウンド
『デュアルマウンド』は、水森崇史による日本の漫画作品。スポーツブル内『COMIC BULL』（運動通信社・講談社）にて2021年6月24日より連載された。『マガジンポケット』（講談社）でも同年6月17日から2022年7月27日まで配信された。

## 登場人物
恋村咲太郎
本作の主人公。現在は高校1年生。野球部でのポジションはセカンド。右投右打。
県立陽野高等学校1年B組。小学生の頃から野球を始めており、野球の才能も平凡、趣味も地味な高校1年生である。小学生からバッティングセンターに通っており、努力家の少年である。火燈から河川敷で勝負して、火燈の実力を思い知る。
火燈紅助
恋村と同じ高校1年生。野球部では投手を務める。両投で打席は不明。
所沢市立広岡中学校出身。二重人格であり、基本的に気弱いが、グラブを左右の手にはめると性格が変わる。精神的に追い詰められても性格が変わる。緊張してしまうと相手を睨んでしまう癖がある。極度の悪運体質でおみくじは2年連続で大凶を引き、その翌年は白紙で、困っている子供は絶対助けるが四十八区一緒に迷子になる。左右違うタイプで投げ分け150㎞/hに迫るボールを投げ、大量の高校やプロ野球からスカウトされるほどの天才投手だったが全日本中体連決勝でエラーで負けた際にそのエラーした選手をスカウトや観客が見守る中で殴ってしまい『天才』から『狂獣』という汚名に塗り替えられてしまい、事実上の追放となってしまった。右投げの時は9分割の制球力かつスライダー、チェンジアップ、シンカー、シュート、ツーシームと5種類の変化球を投じる。左投げの時には150km/hにも及ぶ鬼気迫ったボールを投げる。
椿原ミコト
恋村、火燈と同じ1年生。野球部では捕手を務める。右投右打
所沢市立広岡中学校出身。中学野球界では名の知れている世代屈指の超中学級捕手である。火燈とバッテリーを組んでいた。頭脳的な配球と鉄壁な守備で隙を見せないのが特徴。性格は火燈と逆で冷静であり、『冷将』と呼ばれるほどクールである。火燈のお母さん的存在。ちなみに『重い』は禁句である。火燈が左の性格になると椿原も態度が一変する。趣味は読書と推し（火燈）の世話である。

## 書誌情報
- 水森崇史『デュアルマウンド』講談社〈講談社コミックス〉、全4巻
  1. 2021年9月17日発売[4][5]、ISBN 978-4-06-524853-9
  2. 2021年12月17日発売[6]、ISBN 978-4-06-526288-7
  3. 2022年5月17日発売[7]、ISBN 978-4-06-527915-1
  4. 2022年9月15日発売[8]、ISBN 978-4-06-529139-9